# Paul Alduy
Pour les autres membres de la famille, voir Alduy.
Paul Alduy , né le 4 octobre 1914 à Lima (Pérou) et mort le 23 janvier 2006 à Perpignan, est un haut fonctionnaire et homme politique français.

## Biographie

### Jeunesse et études
Paul Alduy est originaire du Vallespir par son grand-père, Jacques,. Il effectue ses études secondaires au lycée français d'Athènes. Il étudie le droit à l'université de Montpellier et l'université de Paris. Il étudie enfin à l'École libre des sciences politiques.

### Parcours professionnel
Paul Alduy est d'abord attaché d'ambassade à Ankara en Turquie en 1942 avant de rejoindre la France libre en 1943 et de devenir brièvement directeur du cabinet du gouverneur d'Alger. En 1946, il est le plus jeune préfet de France.
Chef de cabinet du socialiste Guy Mollet, il commence sa carrière politique dans le département des Pyrénées-Orientales où il est élu maire d'Amélie-les-Bains en 1952, conseiller général du canton de Prats-de-Mollo-la-Preste en 1955 et député en 1956.
En mars 1959, il est réélu maire d'Amélie-les-Bains au premier tour et se présente parallèlement au second tour à Perpignan où il bat le maire sortant Félix Depardon, candidat d'Union républicaine, soutenu par la SFIO. Sa première épouse, Jacqueline, lui succède à la mairie d'Amélie-les-Bains tandis qu'il devient maire de Perpignan. Il est également élu conseiller général du canton de Perpignan-Est.
Exclu de la SFIO en 1959 à la suite de son rapprochement avec la majorité gaulliste, il crée en 1960 l'Association démocratique et socialiste (ADS), parti politique purement local dont il demeure président jusqu'en 1993. Il se rapproche ensuite du courant gaulliste de gauche puis rejoint la Convention des institutions républicaines avec l'ADS, puis rejoint le Parti socialiste après le Congrès d'Épinay.
En 1972, il soutient le programme commun avec les communistes, et fait campagne lors des élections législatives de 1973 sous le slogan « Un programme commun pour le bien de chacun ». Exclu du Parti socialiste le 25 mars 1976 « pour comportement opportuniste et anti-unitaire » à l'issue des élections cantonales, il s'apparente en 1977 au groupe des Réformateurs, centristes et démocrates sociaux. En 1978, il apporte son soutien au président Valéry Giscard d'Estaing lors des législatives. Il rejoint ensuite définitivement l'UDF par le biais du PSD en 1983 (l'année où le PSD a fusionné avec l'UDF). Battu aux élections législatives de 1981, il est élu sénateur en 1983.
En 1992, ses relations se détériorent avec son premier adjoint à la mairie de Perpignan Claude Barate (RPR). En 1993, le budget de la ville est bloqué, le conseil municipal est alors dissous par le Président de la République. L'élection municipale qui s'ensuit est remportée par son fils Jean-Paul.
Paul Alduy a été condamné le 24 mars 1997 par le tribunal correctionnel de Perpignan à dix mois de prison avec sursis, 80 000 francs d'amende et cinq ans de privation des droits civiques pour abus de confiance parce qu'il a fait bénéficier son épouse d'un emploi fictif de mars 1982 à juillet 1992 au centre communal d'action sociale. Il n'a pas fait appel.
Paul Alduy meurt le 23 janvier 2006 à Perpignan à l'âge de 91 ans. Il est inhumé au cimetière privé du Rosaire à Palalda (Pyrénées-Orientales).

## Mandats

### Mandats parlementaires
- 1956-1981 : député des Pyrénées-Orientales
  - 1973-1974 : vice-président de l'Assemblée nationale
- 1983-1992 : sénateur des Pyrénées-Orientales

### Mandats locaux
Maire
- 1952-1959 : maire d'Amélie-les-Bains-Palalda
- 1959-1993 : maire de Perpignan

Conseiller général
- 1955-1959 : conseiller général du canton de Prats-de-Mollo-la-Preste
- 1959-1973 : conseiller général du canton de Perpignan-Est
- 1973-1976 : conseiller général du canton de Perpignan III-Canet
- 1979-1989 : conseiller général du canton de Perpignan-4
  - 1979-1989 : vice-président du conseil général des Pyrénées-Orientales

Conseiller régional
- 1986-1988 : conseiller régional du Languedoc-Roussillon